# Ibrahim Al-Ghanim
Ibrahim Abdullah Al-Ghanim (arab.: إبراهيم الغانم, ur. 27 czerwca 1983) – katarski piłkarz występujący na pozycji obrońcy w klubie Al-Gharafa.

## Kariera piłkarska
Ibrahim Al-Ghanim jest wychowankiem klubu Al-Arabi, w barwach którego grał przez 4 sezony, od roku 2005.
W reprezentacji Kataru zadebiutował w 2001 roku. Nie strzelił żadnej bramki. Został również powołany na Puchar Azji 2007, gdzie jego drużyna zajęła ostatnie miejsce w grupie, a on nie rozegrał żadnego spotkania.